# OS/400
OS/400 – system operacyjny komputerów firmy IBM z rodziny AS/400 (obecnie iSeries). OS/400 oraz AS/400 zostały zaprezentowane w 1988 roku. Najnowsza wersja OS/400 nazywa się i5/OS. Szczególną cechą tego systemu jest tekstowy interfejs użytkownika z wielopoziomowym systemem menu oraz specyficznym (i bardzo rozbudowanym) zestawem poleceń, które mogą m.in. obsługiwać i przetwarzać bazy danych.